# Regina Vanhecke
Pour les articles homonymes, voir Vanhecke.
 (juillet 2024).
La mise en forme du texte ne suit pas les recommandations de Wikipédia : il faut le « wikifier ».
Les points d'amélioration suivants sont les cas les plus fréquents. Le détail des points à revoir est peut-être précisé sur la page de discussion.
- Les titres sont pré-formatés par le logiciel. Ils ne sont ni en capitales, ni en gras.
- Le texte ne doit pas être écrit en capitales (les noms de famille non plus), ni en gras, ni en italique, ni en « petit »…
- Le gras n'est utilisé que pour surligner le titre de l'article dans l'introduction, une seule fois.
- L'italique est rarement utilisé : mots en langue étrangère, titres d'œuvres, noms de bateaux, etc.
- Les citations ne sont pas en italique mais en corps de texte normal. Elles sont entourées par des guillemets français : « et ».
- Les listes à puces sont à éviter, des paragraphes rédigés étant largement préférés. Les tableaux sont à réserver à la présentation de données structurées (résultats, etc.).
- Les appels de note de bas de page (petits chiffres en exposant, introduits par l'outil «  Source ») sont à placer entre la fin de phrase et le point final[comme ça].
- Les liens internes (vers d'autres articles de Wikipédia) sont à choisir avec parcimonie. Créez des liens vers des articles approfondissant le sujet. Les termes génériques sans rapport avec le sujet sont à éviter, ainsi que les répétitions de liens vers un même terme.
- Les liens externes sont à placer uniquement dans une section « Liens externes », à la fin de l'article. Ces liens sont à choisir avec parcimonie suivant les règles définies. Si un lien sert de source à l'article, son insertion dans le texte est à faire par les notes de bas de page.
- La présentation des références doit suivre les conventions bibliographiques. Il est recommandé d'utiliser les modèles {{Ouvrage}}, {{Chapitre}}, {{Article}}, {{Lien web}} et/ou {{Bibliographie}}. Le mode d'édition visuel peut mettre en forme automatiquement les références.
- Insérer une infobox (cadre d'informations à droite) n'est pas obligatoire pour parachever la mise en page.

Pour une aide détaillée, merci de consulter Aide:Wikification.
Si vous pensez que ces points ont été résolus, vous pouvez retirer ce bandeau et améliorer la mise en forme d'un autre article.
 (août 2024).
Si vous disposez d'ouvrages ou d'articles de référence ou si vous connaissez des sites web de qualité traitant du thème abordé ici, merci de compléter l'article en donnant les références utiles à sa vérifiabilité et en les liant à la section « Notes et références ».
 (juillet 2024).
Regina Vanhecke (née à Halle, le 23 mars 2003) est une pianiste belge.

## Petite enfance et éducation
Regina Vanhecke est née le 23 mars 2003 à Halle, dans le Brabant flamand (Belgique). Elle grandit à Dworp, Beersel et Denderwindeke, Ninove. 
À l'âge de 4,5 ans, Regina commence sa formation musicale à l'école de musique pour jeunes « Jan Niklaasstichting ». Elle poursuit ensuite sa formation à l'Académie de musique de Ninove auprès de Marc Gérain et reçoit également des cours particuliers de la pianiste espagnole Caridad Galindo. Elle étudie ensuite au Conservatoire Royal de Bruxelles, en tant que Jeune Talent d'abord, puis dans la classe d'Aleksandar Madzar. Durant ses études supérieures, elle est guidée par Philippe Raskin.

## Carrière
Son activité de pianiste l'amène à participer à divers concours et festivals internationaux. Elle réalise des enregistrements qui lui valent des sélections dans des concours internationaux tels que Danubia, Pianoloop festival Split (Croatie) et Vlamo. De plus, bien qu'elle soit encore étudiante, Regina a été invitée à enseigner à l'académie de Geraardsbergen (Grammont), soulignant encore davantage sa reconnaissance en tant que musicienne talentueuse et respectée.

## Prix et Reconnaissances
- 2016 : Lauréat du concours « Cantabile » avec le « Prix Emmanuel Durlet » pour la meilleure interprétation de l'œuvre imposée.
- 2018 : Deuxième prix du Concours National Andrée Charlier.
- 2019 : Deuxième Prix au « Concours International de Piano Tadini » à Lovere, Italie ; premier prix « avec éloges du jury » à Vlamo[1] ; premier prix à l'unanimité au Grand Concours International de Paris dans sa catégorie.
- 2022 : Premier prix « cum laude » au Vlamo Virtuoso 22 dans la catégorie la plus élevée[2] ; troisième prix du Concours international de musique Danubia Talents Liszt ; premier prix du concours national Andrée Charlier[3], et a également reçu le prix Ars Musica pour la meilleure interprétation de l'œuvre confiée.
- 2023 : Premier prix à l'unanimité au "Grand Concours International de Paris" dans la catégorie la plus élevée.